# Аделина Домингес
Аделина Евангелина Домингес (енгл. Adelina Evangelina Domingues; Брава, 19. фебруар 1888 — Спринг Вали, 21. август 2002) била је америчка суперстогодишњакиња која је према гинисовој књизи рекорда носила титулу најстарије живе особе на свету у периоду од 28. маја до 21. августа 2002. године.

## Биографија
Аделина Домингес рођена је 19. фебруара 1888. године, на малом острву Брава, на Зеленорским Острвима, која су тада била у саставу Краљевине Португалије. Родитељи су јој били Франческо Ингарђоле (1863—1951) и Матилда Коело (1863—1920).
У доби од 18 година удала се за Хосеа Мануела Домингеса, након чега су емигрирали у Сједињене Америчке Државе. Настанили су се прво у Њу Бедфорду у Масачусетсу 1907. године и имали су четворо деце. Њен први син је преминуо је у доби од две године, а други син и ћерка преминули су као тинејџери, док је само једно од четворо деце преживело до пунолетства.
Након смрти њеног супруга 1950. године, преселила у јужну Калифорнију да би била ближа свом сину Франку, који је преминуо 1998. године. Франкова смрт штетно је утицала на здравље његове мајке, која је тада имала 110 година. У каснијим годинама њене главне здравствене тегобе биле су слепило и губитак слуха.
28. маја 2002. године, након смрти 114-годишње Грејс Клосон, постала је најстарија жива особа у Сједињеним Америчким Државама и на свету.
Аделина Домингес преминула је у Спринг Валију, Калифорнија, Сједињене Америчке Државе, 21. августа 2002. године, у доби од 114 година и 183 дана.